# Tamas Weber
Tamas György Weber , född 5 april 1942 i Budapest, Ungern, svensk kampsportutövare främst verksam inom Motobu-ha Shitō-ryū karate. Han innehar en 10:e dan grad från (2005) Seishinkai och Seishinryu i Japan samt ett erkännande från World Karate Organization WKF och titeln sōke (ordförande) i egenskap av grundare och chefsinstruktör för organisationen Shito-ryu Sanshin-kan karate med säte i Stockholm. Han delar denna höga rankning bland icke-japaner endast med den avlidne fransmannen Henry Plée (1923-2014).
Weber är en av få kända svenskar som tjänstgjort i Franska främlingslegionen, om vilken han bland annat berättat i sin biografi Krigarens ros (2001). Weber har ägnat sig åt kampsport i 64 år och har verkat som instruktör sedan 1965. Weber är före detta medlem av det svenska karatelandslaget och är också erkänd som en av Europas främsta militär - och polisiär närstridsexperter.
Som utbildad officer var Tamas krigsplacerade som förbandschef i krig vid Kalixlinjen och senare i Norrlands inland.
Tamas Weber innehar en Doktorsgrad från Kalifornien (PCU) i militärvetenskap.

## Kampsportkarriär
Weber har tränat kampsport sedan början av 50-talet. Han började träna karate 1951 under ledning av Hiroshi Sawabe. Webers långa erfarenhet inom karaten innebär att han kommit att träna med och influeras av flera stora japanska mästare som Tani Chōjirō, Nanbu Yoshinao, Toshio Fujiwara, Hayashi Teruo och Shōgō Kuniba. 1957 graderades han till svarta bälte 1:e Dan och fortsättningsvis kan urskiljas skeden med växlande organisations tillhörighet:
- 1957 1:a dan, Hironishi Sawabe
- 1965 2:a dan, Shūkōkai, Fujiwara
- 1970 3:e dan, Shūkōkai, Tani
- 1973 4:e dan, Sankūkai, Nanbu
- 1978, 5:e dan, Hayashi-ha Shitō-ryū, Hayashi (f.d. Seishinkai]
- 1978, 5:e dan, Shōrinjiryū Kenkōkan Karate (少林寺流拳行館唐手), Hisataka Masayoshi Kōri, Hayashi Teruo
- 1979, 6:e dan, Genbukai, Tsuneyoshi Ogura
- 1983, 7:e dan, Motobu-ha, Kuniba
- 1990, 8:e dan, Motobu-ha, WKF / Japan
- 1998, 9:e dan, Motobu-ha, WKF / Japan
- 2005, 10:e dan, Motobu-ha,Seishinryu WKF / Japan

### Shūkōkai
1969 kom Weber till Sverige med Tani-ha Shitō-ryū i bagaget. Weber, Nidangraderad efter studier under Fujiwara och Tani i Japan, han var då en av de absolut första västerlänningar att utöva denna stil och hade graderats till Ni Dan i Japan. Tamas hade drivit en tid i en liten men framgångsrik dōjō i Paris. Shūkōkai fick en tidig introduktion i Sverige, där Weber initialt kom att lära ut stilen i St Eriks Budoklubb dōjō på Högbergsgatan 49 i Stockholm. Ett första besök av Tani Chōjirō med ett större följe karateka ägde rum 1971, 1972 följdes av en två månaders intensiv sommarkurs, assisterad avYoshifumi Maruyama 4:e dan. Medverkade var också Dick Schörling som sedermera blev direktor för Kofukan,(då var Dick shodan Hô). Deltogs ett antal svenska elever med kunskap i japanska. Dōjōn flyttades 1973 därefter till nya lokal och större lokaler på Olofsgatan 12/Sveavägen.
Under 70-talet att bjuds till dojon och Sverige ett flertal stora mästare som under sina besök till Sverige ofta turnerade i Europa. Tani Chōjirō, grundare av Tani-ha Shitō-ryū eller Shūkōkai, besökte Webers dōjō flera gånger tillsammans med sina assistenter, Kussano, Kawata, Fujitani. Ogura, Izumi; en av dem var Kawata Shigemasa 7:e dagen och Kenji Kussano 6:e dagen. Även Hombuchō i Europa Suzuki Yasuhiro, (stilöverhuvud) Tanis Shūkōkai, besökte dōjōn i början av 70-talet. Weber var själv under denna tid 5:e dan och honbuchō (本部長) för Shūkōkai och kom att bli läromästare för flera av dagens välkända karateprofiler i Sverige.
1973 organiserade Weber det första Europamästerskapen i Shūkōkai, som ägde rum i Brännkyrkahallen i Stockholm. I mästerskapet deltog förutom lag från Sverige och Norge bl.a. Frankrike, Skottland och England med flera. Hombuchō Suzuki Yasuhiro, 6:e dan som inte kunde närvara hade sänt Anai 5:e Dan, Tomiyama 3:e Dan och Omi 3:e Dan för att officiellt representera honom.

### Sankūkai
Efter Europamästerskapen i Stockholm bröt Weber med Tani, som under många år varit hans läromästare i karate. De ekonomiska kraven från moderorganisationen var för stora och Weber valde att följa den tidigare honbuchō för Shūkōkai i Europa, Nambu Yoshinao, som efter många år som Shūkōkais ansikte utåt i Europa hade nu gått sin egen väg och skapat Sankūkai.
Weber introducerade Sankūkai i Sverige och Skandinavien och fortsatte sin träning och utveckling under Nambu. Nambu besökte Sverige flitigt och fortfarande långt in på 80-talet efter det att Nambu 1978 lämnat Sankūkai och gått vidare med egna idéer i form av Nambudo, var han en välkommen gäst i Webers dōjō.

### Shōgō Kuniba och Seishinkai
Under slutet av sjutio-talet hade Weber via Hayashi fastnat för Motobu-ha i form och Kuniba-kais föregångare och Sanshin karate blev huvud-dōjō för denna Seishinkai i Europa och Mellanöstern. 1983 utnämnde Shōgō Kuniba Weber till 7:e Dan till honbuchō med ansvar för dessa regioner inom Seishinkai Shitō Ryū Motobu Ha.

### Sanshin Kan International
Efter att ha utövat karate i ett halvt sekel och varit ansvarig för flera traditionella karateorganisationer i Europa och Mellanöstern har Weber samlat sina samlade kunskaper och erfarenheter i organisationen Sanshin Kan International. Sanshin Kan förvaltar alltså Webers samlade erfarenheter från att ha tränat med flera av 1900-talets stora berömda mästare inom traditionell karate. 2009 förärades han en plats i Masters Hall of Fame. under en ceremoni den 8 augusti 2009 i USA. Där tilldelades Weber, som första europé någonsin den förnämsta utmärkelsen, Platinum for Life Achievement Award.
Weber är aktiv instruktör på Sanshin karateklubb i Stockholm och åker flera gånger om året till olika delar av världen för att hålla träningsläger och seminarier. Weber leder och utvecklar även Sanshin Kan International för att genom den organisationen sprida och bevara kunskap om traditionell karate.

UTBILDNING:
Vetenskaps Doktor ( militär) 2017)
Fil doktor från Budo Academy
Nato högre stabsexamen Stanag PLS- 1-2-3-4
Lärarexamen franska Alliance Française. Paris
Paris VIII
Officers examen
Wingate Instituts Coach examen 
Svenska karateförbundets tränare examen : C-B-A- Elit 

## Utmärkelser
- Försvarsmaktens Värnpliktigsmedalj
- Svea Livgardes förtjänstmedalj
- Kommendör av Frankrikes Nationalförtjänstorden (tidigare Riddare)[7]
- Ordre National du Mérite
- Riddare av Ungerska Republikens förtjänstorden (militär)[8]
- Frankrikes frivilliga kombattantkorset
- Kombattantkorset
- Medalj för Frankrikes Erkänsla
- Fältminnesmedalj Algeriet
- Sårades medalj[9]
- Europas Combattants korset
- Stor silver kraschan från Franska - Brittiska Combattant förbundet
- 2009 invald i Kampsportens ”Masters Hall of Fame” USA[10][11]
- 2018 Invald i hall of Fame i Japan
- Heders major i fallskärmsjägarna Israel
- Fallskärms - och Alpjägarmärke BAM

Hedersmedalj från följande städer: Ankara, Rosh Ayin, Kvar Saba, Fontanil- Cornillon, Paris, Granville, Homecourt, Sassenage, Grenoble, Saint Privat les Vieux, Saint - Arnoult, Vizilles.Ibiza, Svenska karateförbundets högsta förtjänsttecken, Turkiska karateförbundet, Ontarios polis fitness award